# Злата Маджовска
Злата Димкова Маджовска (на сръбски: Злата Димкова Мађоска или Zlata Dimkova Mađoska) e сръбска четничка, деятелка на Югославската армия в отечеството (ЮАО) в годините на Втората световна война.

## Биография
Родена е в поречкото село Самоков на 26 или 27 декември 1920 година. Баща ѝ се казвал Димко, а брат ѝ Велимир живеел в Ропотово. Злата е партньорка на един от водачите на Равногорското движение в Македония Миливое Търбич. След унищожаването на четническото движение в Македония Миливое Търбич и Злата Маджовска се укриват нелегално в селата Гостиражни, Рилево, Браилово и Зързе и се опитват да избягат в Гърция. През януари 1947 година обаче са арестувани. Маджовска е осъдена на затвор и излежава присъдата си в Скопие, докато Търбич получава смъртна присъда и е разстрелян на 24 септември 1947 година.